# Liste der Baudenkmale in Potsdam/L
Dieser Teil der Liste beinhaltet die Denkmale in Potsdam, die sich in Straßen befinden, die mit L beginnen. Der Stand der Liste ist der 31. Dezember 2020.

## Legende
In den Spalten befinden sich folgende Informationen:
- ID-Nr.: Die Nummer wird vom Brandenburgischen Landesamt für Denkmalpflege vergeben. Ein Link hinter der Nummer führt zum Eintrag über das Denkmal in der Denkmaldatenbank. In dieser Spalte kann sich zusätzlich das Wort Wikidata befinden, der entsprechende Link führt zu Angaben zu diesem Denkmal bei Wikidata.
- Lage: die Adresse des Denkmales und die geographischen Koordinaten. Link zu einem Kartenansichtstool, um Koordinaten zu setzen. In der Kartenansicht sind Denkmale ohne Koordinaten mit einem roten beziehungsweise orangen Marker dargestellt und können in der Karte gesetzt werden. Denkmale ohne Bild sind mit einem blauen bzw. roten Marker gekennzeichnet, Denkmale mit Bild mit einem grünen beziehungsweise orangen Marker.
- Bezeichnung: Bezeichnung in den offiziellen Listen des Brandenburgischen Landesamtes für Denkmalpflege. Ein Link hinter der Bezeichnung führt zum Wikipedia-Artikel über das Denkmal.
- Beschreibung: die Beschreibung des Denkmales
- Bild: ein Bild des Denkmales und gegebenenfalls einen Link zu weiteren Fotos des Baudenkmals im Medienarchiv Wikimedia Commons

## Baudenkmale
| ID-Nr.   | Lage                                                                                             | Bezeichnung | Beschreibung | Bild |
| -------- | ------------------------------------------------------------------------------------------------ | --- | --- | --- |
| 09156637 | Südliche Innenstadt Lange Brücke (Lage)                                                          | Reste des Wachhauses des Teltower Tores                                                                          | | Reste des Wachhauses des Teltower Tores |
| 09156250 | Nauener Vorstadt Langhansstraße 4 (Lage)                                                         | Landhaus Schüssler                                                                                               | Estorff & Winkler 1938 | Landhaus Schüssler |
| 09156251 | Nauener Vorstadt Langhansstraße 5 (Lage)                                                         | Landhaus von Scheliha                                                                                            | | Landhaus von Scheliha |
| 09156302 | Nauener Vorstadt Langhansstraße 6 (Lage)                                                         | Landhaus Marie von Estorff                                                                                       | | Landhaus Marie von Estorff |
| 09156303 | Nauener Vorstadt Langhansstraße 8 (Lage)                                                         | Landhaus Hans von Estorff                                                                                        | | Landhaus Hans von Estorff |
| 09156166 | Nauener Vorstadt Langhansstraße 9 (Lage)                                                         | Landhaus Neubelt                                                                                                 | | Landhaus Neubelt |
| 09156297 | Nauener Vorstadt Langhansstraße 12 (Lage)                                                        | Landhaus Tornes                                                                                                  | | Landhaus Tornes |
| 09156298 | Nauener Vorstadt Langhansstraße 13 (Lage)                                                        | Landhaus Schweitzer                                                                                              | | Landhaus Schweitzer |
| 09156299 | Nauener Vorstadt Langhansstraße 14 (Lage)                                                        | Landhaus Hüttner                                                                                                 | | Landhaus Hüttner |
| 09156300 | Nauener Vorstadt Langhansstraße 15, 16 (Lage)                                                    | Doppelhaus Dr. Hüttner                                                                                           | Nr. 15 und 16 sind Einzelgebäude | Doppelhaus Dr. Hüttner |
| 09156243 | Nauener Vorstadt Langhansstraße 17 (Lage)                                                        | Landhaus Musehold                                                                                                | | Landhaus Musehold |
| 09156301 | Nauener Vorstadt Langhansstraße 24 (Lage)                                                        | Landhaus Transfeldt                                                                                              | | Landhaus Transfeldt |
| 09156278 | Nauener Vorstadt Langhansstraße 25, 26 (Lage)                                                    | Doppelhaus Hertha von Estorff                                                                                    | Nr. 25 und 26 sind Einzelgebäude | Doppelhaus Hertha von Estorff |
| 09156245 | Nauener Vorstadt Langhansstraße 27 (Lage)                                                        | Landhaus Ulich                                                                                                   | | Landhaus Ulich |
| 09156246 | Nauener Vorstadt Langhansstraße 28 (Lage)                                                        | Landhaus Fuhrmann                                                                                                | | Landhaus Fuhrmann |
| 09156247 | Nauener Vorstadt Langhansstraße 29 (Lage)                                                        | Landhaus Tögel                                                                                                   | | Landhaus Tögel |
| 09156249 | Nauener Vorstadt Langhansstraße 30 (Lage)                                                        | Landhaus Stengel                                                                                                 | | Landhaus Stengel |
| 09156638 | Nördliche Innenstadt Leiblstraße 3-10 (Lage)                                                     | Siedlung der Firma Tuchscherer                                                                                   | | Siedlung der Firma Tuchscherer |
| 09156810 | Nördliche Innenstadt Leiblstraße 11 (Lage)                                                       | Mietwohnhaus mit Einfriedung                                                                                     | | Mietwohnhaus mit Einfriedung |
| 09156640 | Templiner Vorstadt Leipziger Straße 9, 9a-c, 10b, Friedrich-Wilhelm-Boelcke-Straße 2, 4-7 (Lage) | Heeres-Proviantamt mit Magazin 1, Magazin 3, Magazin 5, 7 sowie Dienst- und Amtswohngebäude des Proviantmeisters | | Heeres-Proviantamt mit Magazin 1, Magazin 3, Magazin 5, 7 sowie Dienst- und Amtswohngebäude des Proviantmeisters                                                                                |
| 09156549 | Templiner Vorstadt Leipziger Straße 19-22, 24-28, Templiner Straße 1-14, 2a, 4a, 6 (Lage)        | Siedlung des Arbeiter-Bauvereins „Kolonie Cecilienhöhe“                                                          | | Siedlung des Arbeiter-Bauvereins „Kolonie Cecilienhöhe“ |
| 09156167 | Templiner Vorstadt Leipziger Straße 32-44 (Lage)                                                 | Siedlung der Gemeinnützigen Beamten-Baugesellschaft für das Reichsarchivgrundstück                               | | [[Vorlage:Bilderwunsch/code!/C:52.384624,13.056252!/D:Templiner Vorstadt Leipziger Straße 32-44, Siedlung der Gemeinnützigen Beamten-Baugesellschaft für das Reichsarchivgrundstück!/\|BW]]     |
| 09157338 | Leipziger Straße 60 (Lage)                                                                       | Brauereigebäude                                                                                                  | | Brauereigebäude |
| 09156641 | Nauener Vorstadt Leistikowstraße 1 (Lage)                                                        | Ehemaliges Wohnhaus und späteres KGB-Gefängnis, jetzt Gedenk- und Begegnungsstätte                               | | weitere Bilder |
| 09156520 | Templiner Vorstadt Leiterstraße 1-15, Ulrich-von-Hutten-Straße 1-12 (Lage)                       | Neue Siedlung „Cecilienhöhe“                                                                                     | | [[Vorlage:Bilderwunsch/code!/C:52.382584,13.049735!/D:Templiner Vorstadt Leiterstraße 1-15, Ulrich-von-Hutten-Straße 1-12, Neue Siedlung „Cecilienhöhe“!/\|BW]]                                 |
| 09156580 | Brandenburger Vorstadt Lennéstraße 20 (Lage)                                                     | Mietwohnhaus | | Mietwohnhaus |
| 09156581 | Brandenburger Vorstadt Lennéstraße 34 (Lage)                                                     | Wohnhaus am Viehmästerweg                                                                                        | | Wohnhaus am Viehmästerweg |
| 09156306 | Brandenburger Vorstadt Lennéstraße 69 (Lage)                                                     | Bürgerliches Wohnhaus                                                                                            | | Bürgerliches Wohnhaus |
| 09156168 | Brandenburger Vorstadt Lennéstraße 73 (Lage)                                                     | Wohnhaus | | Wohnhaus |
| 09156845 | Nördliche Innenstadt Lindenstraße (Lage)                                                         | Straßenzug in der Altstadt, südliche Lindenstraße                                                                | | [[Vorlage:Bilderwunsch/code!/C:52.397889,13.051092!/D:Nördliche Innenstadt Lindenstraße, Straßenzug in der Altstadt, südliche Lindenstraße!/\|BW]]                                              |
| 09156839 | Nördliche Innenstadt Lindenstraße (Lage)                                                         | Straßenzug in der II. Barocken Stadterweiterung                                                                  | | [[Vorlage:Bilderwunsch/code!/C:52.400553,13.051988!/D:Nördliche Innenstadt Lindenstraße, Straßenzug in der II. Barocken Stadterweiterung!/\|BW]]                                                |
| 09155500 | Nördliche Innenstadt Lindenstraße 1 (Lage)                                                       | Bürgerliches Wohnhaus, aufgestockt                                                                               | | Bürgerliches Wohnhaus, aufgestockt |
| 09155501 | Nördliche Innenstadt Lindenstraße 2 (Lage)                                                       | Barockes Typenhaus, aufgestockt                                                                                  | | Barockes Typenhaus, aufgestockt |
| 09155502 | Nördliche Innenstadt Lindenstraße 3 (Lage)                                                       | Barockes Typenhaus, einschließlich des linken Seitenflügels                                                      | | Barockes Typenhaus, einschließlich des linken Seitenflügels |
| 09155503 | Nördliche Innenstadt Lindenstraße 4 (Lage)                                                       | Barockes Typenhaus                                                                                               | | Barockes Typenhaus |
| 09155504 | Nördliche Innenstadt Lindenstraße 5 (Lage)                                                       | Barockes Typenhaus                                                                                               | | Barockes Typenhaus |
| 09155505 | Nördliche Innenstadt Lindenstraße 6 (Lage)                                                       | Barockes Typenhaus, aufgestockt                                                                                  | | Barockes Typenhaus, aufgestockt |
| 09155506 | Nördliche Innenstadt Lindenstraße 7 (Lage)                                                       | Barockes Typenhaus                                                                                               | | Barockes Typenhaus |
| 09155507 | Nördliche Innenstadt Lindenstraße 8 (Lage)                                                       | Barockes Typenhaus, einschließlich des linken Seitenflügels und des Quergebäudes                                 | | Barockes Typenhaus, einschließlich des linken Seitenflügels und des Quergebäudes |
| 09155508 | Nördliche Innenstadt Lindenstraße 9 (Lage)                                                       | Barockes Typenhaus                                                                                               | | Barockes Typenhaus |
| 09155509 | Nördliche Innenstadt Lindenstraße 10 (Lage)                                                      | Barockes Typenhaus                                                                                               | | Barockes Typenhaus |
| 09155510 | Nördliche Innenstadt Lindenstraße 11 (Lage)                                                      | Barockes Typenhaus                                                                                               | | Barockes Typenhaus |
| 09155511 | Nördliche Innenstadt Lindenstraße 12 (Lage)                                                      | Barockes Typenhaus, einschließlich des zweiten und dritten linken Seitenflügels                                  | | Barockes Typenhaus, einschließlich des zweiten und dritten linken Seitenflügels |
| 09155512 | Nördliche Innenstadt Lindenstraße 13 (Lage)                                                      | Barockes Typenhaus                                                                                               | | Barockes Typenhaus |
| 09155513 | Nördliche Innenstadt Lindenstraße 14 (Lage)                                                      | Barockes Typenhaus                                                                                               | | Barockes Typenhaus |
| 09155514 | Nördliche Innenstadt Lindenstraße 15 (Lage)                                                      | Barockes Typenhaus, einschließlich des linken Seitenflügels und des Quergebäudes                                 | | Barockes Typenhaus, einschließlich des linken Seitenflügels und des Quergebäudes |
| 09155515 | Nördliche Innenstadt Lindenstraße 16 (Lage)                                                      | Barockes Typenhaus                                                                                               | | Barockes Typenhaus |
| 09155516 | Nördliche Innenstadt Lindenstraße 17 (Lage)                                                      | Barockes Typenhaus                                                                                               | | Barockes Typenhaus |
| 09155517 | Nördliche Innenstadt Lindenstraße 18 (Lage)                                                      | Barockes Typenhaus                                                                                               | | Barockes Typenhaus |
| 09155518 | Nördliche Innenstadt Lindenstraße 19 (Lage)                                                      | Barockes Typenhaus                                                                                               | | Barockes Typenhaus |
| 09155520 | Nördliche Innenstadt Lindenstraße 21 (Lage)                                                      | Barockes Typenhaus                                                                                               | | Barockes Typenhaus |
| 09155521 | Nördliche Innenstadt Lindenstraße 22 (Lage)                                                      | Bürgerliches Wohnhaus                                                                                            | | Bürgerliches Wohnhaus |
| 09155103 | Nördliche Innenstadt Lindenstraße 23 (Lage)                                                      | Bürgerliches Wohnhaus                                                                                            | | Bürgerliches Wohnhaus |
| 09155104 | Nördliche Innenstadt Lindenstraße 24 (Lage)                                                      | Bürgerliches Wohnhaus                                                                                            | | Bürgerliches Wohnhaus |
| 09155105 | Nördliche Innenstadt Lindenstraße 25 (Lage)                                                      | Lazarett | | Lazarett |
| 09155106 | Nördliche Innenstadt Lindenstraße 26 (Lage)                                                      | Bürgerliches Wohnhaus                                                                                            | | Bürgerliches Wohnhaus |
| 09155107 | Nördliche Innenstadt Lindenstraße 27 (Lage)                                                      | Bürgerliches Wohnhaus                                                                                            | | Bürgerliches Wohnhaus |
| 09155108 | Nördliche Innenstadt Lindenstraße 28 (Lage)                                                      | Kaserne für 4. Bataillon Garde                                                                                   | | Kaserne für 4. Bataillon Garde |
| 09155109 | Nördliche Innenstadt Lindenstraße 29 (Lage)                                                      | Kaserne für 4. Bataillon Garde                                                                                   | | Kaserne für 4. Bataillon Garde |
| 09155215 | Nördliche Innenstadt Lindenstraße 32, 33 (Lage)                                                  | Zaunanlage des Reitplatzes des Leib-Garde-Husaren-Regiments (früher Berliner Straße 27)                          | | [[Vorlage:Bilderwunsch/code!/C:52.396753,13.050561!/D:Nördliche Innenstadt Lindenstraße 32, 33, Zaunanlage des Reitplatzes des Leib-Garde-Husaren-Regiments (früher Berliner Straße 27)!/\|BW]] |
| 09155145 | Nördliche Innenstadt Lindenstraße 34, Breite Straße 9, Dortustraße 36, Spornstraße (Lage)        | Großes Militär-Waisenhaus                                                                                        | Das Militärwaisenhaus stiftete Friedrich Wilhelm I. als Erziehungs- und Ausbildungsstätte für Soldatenkinder und Militärwaisen. Von 1722 bis 1724 wurden zunächst Fachwerkbauten errichtet. 1738 bis 1742 folgte ein Erweiterungsbau in der Lindenstraße. Friedrich II. ließ den gesamten Komplex zwischen 1771 und 1777 in massiver Bauweise neu gestalten. Nach Entwürfen von Carl von Gontard entstand ein Gebäudeensemble im spätbarocken Stil. | weitere Bilder |
| 09155110 | Nördliche Innenstadt Lindenstraße 35-39 (Lage)                                                   | Kaserne | | Kaserne |
| 09155112 | Nördliche Innenstadt Lindenstraße 41 (Lage)                                                      | Bürgerliches Wohnhaus                                                                                            | | Bürgerliches Wohnhaus |
| 09155113 | Nördliche Innenstadt Lindenstraße 42 (Lage)                                                      | Bürgerliches Wohnhaus                                                                                            | | Bürgerliches Wohnhaus |
| 09155114 | Nördliche Innenstadt Lindenstraße 43 (Lage)                                                      | Bürgerliches Wohnhaus                                                                                            | | Bürgerliches Wohnhaus |
| 09155115 | Nördliche Innenstadt Lindenstraße 44, 44a, Bäckerstraße 6 (Lage)                                 | Bürgerliches Wohnhaus, aufgestockt                                                                               | Das Wohnhaus wurde 1770 nach dem Entwurf des Baumeisters Carl von Gontard errichtet. | Bürgerliches Wohnhaus, aufgestockt |
| 09155116 | Nördliche Innenstadt Lindenstraße 45 (Lage)                                                      | Alte Wache | Die Alte Wache wurde zwischen 1795 und 1797 nach Plänen von Andreas Ludwig Krüger errichtet. | weitere Bilder |
| 09155522 | Nördliche Innenstadt Lindenstraße 46 (Lage)                                                      | Barockes Typenhaus                                                                                               | | Barockes Typenhaus |
| 09155523 | Nördliche Innenstadt Lindenstraße 47 (Lage)                                                      | Barockes Typenhaus                                                                                               | | Barockes Typenhaus |
| 09155524 | Nördliche Innenstadt Lindenstraße 48 (Lage)                                                      | Barockes Typenhaus                                                                                               | | Barockes Typenhaus |
| 09155525 | Nördliche Innenstadt Lindenstraße 49 (Lage)                                                      | Barockes Typenhaus                                                                                               | | Barockes Typenhaus |
| 09155526 | Nördliche Innenstadt Lindenstraße 50 (Lage)                                                      | Barockes Typenhaus                                                                                               | | [[Vorlage:Bilderwunsch/code!/C:52.399812,13.052001!/D:Nördliche Innenstadt Lindenstraße 50, Barockes Typenhaus!/\|BW]]                                                                          |
| 09155527 | Nördliche Innenstadt Lindenstraße 51 (Lage)                                                      | Barockes Typenhaus                                                                                               | | Barockes Typenhaus |
| 09155528 | Nördliche Innenstadt Lindenstraße 52, Brandenburger Straße 60a (Lage)                            | Barockes Typenhaus                                                                                               | | Barockes Typenhaus |
| 09155529 | Nördliche Innenstadt Lindenstraße 53 (Lage)                                                      | Barockes Typenhaus                                                                                               | | Barockes Typenhaus |
| 09155246 | Nördliche Innenstadt Lindenstraße 54, 55 (Lage)                                                  | Stadtkommandantenhaus                                                                                            | Gedenkstätte Lindenstraße 54/55 | Stadtkommandantenhaus |
| 09155530 | Nördliche Innenstadt Lindenstraße 56 (Lage)                                                      | Bürgerliches Wohnhaus                                                                                            | | Bürgerliches Wohnhaus |
| 09155531 | Nördliche Innenstadt Lindenstraße 57 (Lage)                                                      | Barockes Typenhaus                                                                                               | | Barockes Typenhaus |
| 09155532 | Nördliche Innenstadt Lindenstraße 58 (Lage)                                                      | Barockes Typenhaus                                                                                               | | Barockes Typenhaus |
| 09155533 | Nördliche Innenstadt Lindenstraße 59 (Lage)                                                      | Barockes Typenhaus, einschließlich des dritten linken Seitenflügels                                              | | Barockes Typenhaus, einschließlich des dritten linken Seitenflügels |
| 09155534 | Nördliche Innenstadt Lindenstraße 60 (Lage)                                                      | Barockes Typenhaus, einschließlich der gesamten Hofbebauung                                                      | | Barockes Typenhaus, einschließlich der gesamten Hofbebauung |
| 09155535 | Nördliche Innenstadt Lindenstraße 61 (Lage)                                                      | Barockes Typenhaus                                                                                               | | Barockes Typenhaus |
| 09155536 | Nördliche Innenstadt Lindenstraße 63 (Lage)                                                      | Barockes Typenhaus                                                                                               | | Barockes Typenhaus |
| 09155537 | Nördliche Innenstadt Lindenstraße 64 (Lage)                                                      | Barockes Typenhaus                                                                                               | | Barockes Typenhaus |
| 09155538 | Nördliche Innenstadt Lindenstraße 65 (Lage)                                                      | Barockes Typenhaus                                                                                               | | Barockes Typenhaus |
| 09155539 | Nördliche Innenstadt Lindenstraße 66 (Lage)                                                      | Barockes Typenhaus                                                                                               | | Barockes Typenhaus |
| 09156642 | Südliche Innenstadt Lotte-Pulewka-Straße 41, 43 (Lage)                                           | Fabrikgebäude der Deutschen Jute-Spinnerei und Weberei AG Meißen, Filiale Neuendorf                              | Werkhalle und Maschinenhaus in Klinkerbauweise, Gestaltung in Anlehnung an eine Burg. Bauherrn: Gebrüder Arntz und Busch Baujahre: 1863, 1884 erweitert; seit 2015 Umbau zur Wohnanlage Jute-Lofts. | weitere Bilder |
| 09156643 | Klein Glienicke Louis-Nathan-Allee 5 (Lage)                                                      | Schweizerhaus | Als Mietwohnhaus geplantes Gebäude im alpenländischen Stil. Bauherr: Carl von Preußen Baujahr: 1864–1866 Architekt: Ferdinand von Arnim | weitere Bilder |
| 09156644 | Klein Glienicke Louis-Nathan-Allee 6 (Lage)                                                      | Schweizerhaus | Als Mietwohnhaus geplantes Gebäude im alpenländischen Stil. Bauherr: Carl von Preußen Baujahr: 1864–1866 Architekt: Ferdinand von Arnim | weitere Bilder |
| 09156645 | Klein Glienicke Louis-Nathan-Allee 7 (Lage)                                                      | Schweizerhaus | Als Mietwohnhaus geplantes Gebäude im alpenländischen Stil. Bauherr: Carl von Preußen Baujahr: 1864–1866 Architekt: Ferdinand von Arnim | Schweizerhaus |
| 09156649 | Berliner Vorstadt Ludwig-Richter-Straße 17 (Lage)                                                | Villa Rumpf mit Gartenanlage, Pavillon und straßenseitiger Einfriedung                                           | Die Turmvilla aus rotem Backstein entstand 1894/95 im Auftrag des Kunstmalers Fritz Rumpf. Den vom Berliner Architekten Gustav Meyer angefertigten Entwurf führte der Maurermeister Emil Lilie aus. Den sechseckigen Pavillon errichtete 1900 der Zimmermeister Ferdinand Krüger. | weitere Bilder |
| 09156803 | Berliner Vorstadt Ludwig-Richter-Straße 25 (Lage)                                                | Kaiser-Wilhelm-Stift mit Einfriedung                                                                             | | Kaiser-Wilhelm-Stift mit Einfriedung |
| 09156693 | Berliner Vorstadt Ludwig-Richter-Straße 30 (Lage)                                                | Wohnhaus | | [[Vorlage:Bilderwunsch/code!/C:52.410265,13.077249!/D:Berliner Vorstadt Ludwig-Richter-Straße 30, Wohnhaus!/\|BW]]                                                                              |
| 09156650 | Berliner Vorstadt Ludwig-Richter-Straße 32, 33 (Lage)                                            | Villa Schneider mit Stall und Remisengebäude, Vorgartenanlage und Einfriedung                                    | Das zweigeschossige Wohnhaus aus rotem Backstein ließ der Fabrikant G. Schneider 1893/94 vom Hofbau- und Hofmaurermeister Ernst Petzholtz errichten. 1894 kam ein Stall- und Remisengebäude hinzu. | [[Vorlage:Bilderwunsch/code!/C:52.409794,13.077662!/D:Berliner Vorstadt Ludwig-Richter-Straße 32, 33, Villa Schneider mit Stall und Remisengebäude, Vorgartenanlage und Einfriedung!/\|BW]]     |
| 09157040 | Templiner Vorstadt Luisenhof 21 (Lage)                                                           | Villa Luisenhof mit Garten                                                                                       | | [[Vorlage:Bilderwunsch/code!/C:52.383766,13.046623!/D:Templiner Vorstadt Luisenhof 21, Villa Luisenhof mit Garten!/\|BW]]                                                                       |
| 09155802 | Brandenburger Vorstadt Luisenplatz (Lage)                                                        | Luisenplatz | | weitere Bilder |
| 09155807 | Brandenburger Vorstadt Luisenplatz 9 (Lage)                                                      | Kaserne des 1. Garde-Ulanen-Regiments                                                                            | Auf dem Grundstück eines ehemaligen Gasthofs, in dessen Gebäuden 1821 eine Kaserne für die 3. Eskadron des 1. Garde-Ulanen-Regiments eingerichtet worden war, entstand 1834–1836 unter der Bauleitung von Wilhelm Kreyher eine neue Kaserne nach dem Entwurf des Oberbaurats Johann Georg Carl Hampel. Das ursprünglich mit einem Walmdach gedeckte Hauptgebäude, die Wohnkaserne am Luisenplatz, erfuhr 1847 eine Umgestaltung. Nach Vorgaben Friedrich Wilhelms IV. fertigte Ludwig Ferdinand Hesse Entwürfe, die vermutlich auf der Planung von Friedrich August Stüler basierten. Die Wohnkaserne erhielt ein Flachdach, und das auskragende Gesims wurde durch einen Zinnenkranz ersetzt. In die Neubauten zog 1836 wieder die 3. Eskadron des 1. Garde-Ulanen-Regiments. Von 1889 bis 1893 beherbergte die Kaserne die 3. Eskadron des Regiments der Gardes du Corps und 1894–1919 die Leib-Gendarmerie. Anschließend ging die Kasernenanlage in das Eigentum des Potsdamer Magistrats, der darin das Finanzamt unterbrachte. Seit 1945 wird das noch erhaltene Hauptgebäude von einem Geldinstitut genutzt. | Kaserne des 1. Garde-Ulanen-Regiments |